# Sviachtchennaïa Voïna (Guerre sacrée)
Ne doit pas être confondu avec Guerres sacrées.

Sviachtchennaïa Voïna (en russe : Свяще́нная война́), ou « Guerre sacrée », est l'un des plus célèbres chants de la Grande Guerre patriotique (1941-1945) en Union soviétique.

## Historique
Les paroles avaient été écrites par Vassili Lebedev-Koumatch au cours des premiers jours de l'invasion de l'URSS par l'Allemagne nazie. La musique fut composée par Alexandre Alexandrov, le fondateur des Chœurs de l'Armée rouge et compositeur de l'Hymne de l'Union soviétique. La mélodie sonne comme un appel à la guerre sainte de la nation tout entière contre les envahisseurs.
Le texte de Vassili Lebedev-Koumatch fut publié le 24 juin 1941 par les journaux Krasnaïa Zvezda et Izvestia, soit à peine deux jours après l'attaque allemande. Le lendemain 25 juin, Alexandrov composa la musique et le chant fut exécuté pour la première fois le 26 juin 1941 à la gare ferroviaire de Belorousskaïa, à Moscou, par les Chœurs de l'Armée rouge pour encourager les soldats en partance pour le front. Il fut rapidement adopté par les troupes et contribua à maintenir le moral lors des combats défensifs. Sviachtchennaïa Voïna ne fut cependant pas diffusé à la radio avant le 15 octobre 1941, car les autorités estimaient qu'en raison des énormes pertes que l'Union soviétique avait subies, les paroles étaient tristes et tragiques. Mais à partir de cette date, Sviachtchennaïa Voïna fut diffusé tous les matins par Radio Moscou, après le carillon du Kremlin. Ce chant est devenu par la suite le chant officiel des parachutistes russes.